# VIP (band)
VIP was een Hongaarse boyband.

## Biografie
De band werd in januari 1997 opgericht om deel te nemen aan de Hongaarse preselectie voor het Eurovisiesongfestival. VIP bestond uit vier zangers: Alex Józsa, Gergő Rácz, Imre Rakonczai en Viktor Rakonczai. Een maand na hun ontstaan won het viertal met Miért kell, hogy elmenj? verrassend de nationale finale. Hierdoor mochten ze hun vaderland vertegenwoordigen op het Eurovisiesongfestival 1997, dat gehouden werd in de Ierse hoofdstad Dublin. Daar eindigde de groep op de twaalfde plek.
In totaal zou VIP vier albums uitbrengen. In 2001 besloten de zangers elk hun eigen weg gaan, en werd de boysband opgeheven.
1994: Friderika Bayer · 
1995: Csaba Szigeti · 
1997: VIP · 
1998: Charlie · 
2005: NOX · 
2007: Magdi Rúzsa · 
2008: Csézy · 
2009: Zoli Ádok · 
2011: Kati Wolf · 
2012: Compact Disco · 
2013: ByeAlex · 
2014: András Kállay-Saunders · 
2015: Boggie · 
2016: Freddie · 
2017: Joci Pápai · 
2018: AWS · 
2019: Joci Pápai